# 쇼! 무한탈출
쇼! 무한탈출은 2001년 3월 17일부터 2001년 4월 21일까지 SBS TV에서 방송되었던 예능 프로그램이다.

## 코너 목록
- 극적남녀
- 스타스페셜
- 스타 호언장담
- 양동근의 사생결단

## 타이틀 변천사
| 기수 | 타이틀           | 방송 기간                          |
| ---- | ---------------- | ---------------------------------- |
| 1기  | 기쁜 우리 토요일 | 1994년 2월 5일 ~ 2001년 3월 10일   |
| 2기  | 쇼! 무한탈출     | 2001년 3월 17일 ~ 2001년 4월 21일  |
| 3기  | 토요일은 즐거워  | 2001년 5월 5일 ~ 2002년 1월 12일   |
| 4기  | 토요일이 온다    | 2002년 1월 19일 ~ 2002년 7월 6일   |
| 5기  | 실제상황 토요일  | 2003년 11월 8일 ~ 2007년 1월 6일   |
| 6기  | 토요일이 좋다    | 2015년 10월 17일 ~ 2016년 8월 20일 |